# Ataxx
Ataxx est un jeu vidéo de réflexion sorti en 1990 sur système d'arcade Z80 Based. Le jeu a été développé et édité par Leland,.